# 원시 종교
원시종교(原始宗敎) 또는 선사시대 종교(先史時代宗敎)는 원시민족의 종교를 말한다.
일반적인 구성면에서 보면 원시종교는 기독교·불교와 같은 세계종교와는 달라서 뚜렷한 교조(敎祖)나 문자로 표현된 교전(敎典)을 갖지 않으며 체계화된 교리도 없다. 따라서 전도성(傳道性)도 희박하다. 집단적인 면에서 보면 사람들은 초자연관으로 강하게 뒷받침된 신념과 행동의 형태를 지니며, 이것이 정치·경제·도덕·관습·사회 등의 각 제도와 얽혀 있는 수가 많다. 세계종교에서 볼 수 있는 것과 같은 독자적인 교단이나 교회는 존재하지 않는다. 종교적 의례와 경제활동이 겹치거나 제사(祭祀)조직과 친족조직이 통일됐거나 종교적 직능자가 정치적 지도자가 되기도 한다.
종교적 직능자는 흔히 프리스트(祭司)·머지션(呪師)으로 나뉘는 수가 많으며, 양자는 사람들의 초자연적인 적응 형태에 따라 초자연적 지도자·매개자로서의 역할을 다하고 있다. 초자연관이라 해도 그 구조나 그것에 의한 사람들의 행동은 결코 똑같지 않으며, 가령 구드(William J. Goode)가 든 타입처럼 어떤 부족은 토테미스틱하며, 어느 사회는 자연숭배가 농후하거나 또는 문화영웅을 조상으로 제사지내는 것이 중심이 되고 창조신이 중시되는 등 여러 경우가 있다. 그리고 종교적 직능자의 역할도 사회·문화·초자연관의 차이에 따라 저마다 다르다.

## 용어
'원시(原始)'라는 말은 적어도 두 가지 뜻으로 사용되기 때문에 이 말이 붙은 종교·민족과 같은 용어도 두 가지 뜻으로 사용되는 경우가 많다. 하나는 태고적(primeval)이거나 시원적(original)의 의미이며, 또 하나는 미개(primitive)하거나 단순(simple)한 의미이다. 오늘날에 와서 '원시'는 제2의 뜻으로 사용되는 경우가 많으며, 원시민족은 미개민족이라고도 표현되고 원시종교는 미개종교라고도 불린다. 제1의 의미에서의 원시민족은 네안데르탈인이나 크로마뇽인들을 지칭할 때 사용되는 수가 있다. 제2의 의미에서의 원시민족은 현재 세계 각지에 비교적 고립되어 살며 비교적 단순한 문화 내용을 갖고 채집·수렵·원시적 농경과 같은 단순한 경제생활에 의존하는 여러 민족이며, 현대의 원시종교 연구 대상이 되고 있는 것은 이러한 여러 민족이다.

## 숭배 대상
미개인의 종교의 숭배 대상은 문명인의 그것과 달라서 개성적인 명확함이 결여되어 갖가지 요소가 서로 겹치면서 존재하고 사람들의 생활에 따라 여러 가지로 받아들이는 방법이 있다. 그러나 복잡한 숭배 대상(超自然的存在)은 이를 인격적인 것과 비인격적인 것으로 크게 나누어 생각할 수 있다.
인격적인 것이란 생물이건 무생물이건 대체로 모든 존재에 영혼(soul)을 시인하는 것이나 일반적으로 인간 이외의 것에 관해서는 정령(spirit)이라고 불린다. 미개민족 사이에서는 영혼이나 정령은 그것이 깃들인 물질적 대상에서 떠나 존재하며, 여러 가지 형태로 인간에게 적용하는 것으로 믿어져 왔다. 이것이 곧 애니미즘이다. 사령숭배(死靈崇拜)·자연숭배·동식물숭배 등은 애니미즘적 관념에 관련하여 그 연장선 위에 있다고 할 수 있다.
비인격적 대상이란 역시 모든 존재에 깃들인 신비적이며 눈에 보이지 않는 힘이다. 이 비인격적인 힘은 '마나'라고 불리며, 폴리네시아나 멜라네시아의 토어(土語)에서 나온 말로서, 이와 비슷한 관념은 다른 여러 미개민족에 관해서도 알려져 있다. 마나는 그 지니고 있는 사람에게 신비로운 작용을 미쳐 신비로운 효과를 얻게 한다. 예컨대 어떤 전사(戰士)가 싸움에 이긴 것은 자기 자신의 힘에 의해서가 아니라 전사한 다른 용사의 마나를 얻었기 때문이라든가, 그가 지녔던 창이나 칼에는 마나가 붙어 있었기 때문이라고 하며, 또한 살해당하면 마나가 없어졌기 때문이라는 식으로 믿는 것이다. 이러한 관념은 여러 가지 현상이나 사건의 초자연적인 설명원리가 되기도 한다.
애니미즘과 마나의 관념은 원시종교의 기본적 요소라고도 할 수 있으며, 지금까지의 원시종교 이론은 많건 적건 애니미즘과 마나의 관념을 중심으로 하여, 또는 중시하여 전개되었다고도 할 수 있다.
원시종교의 숭배대상으로서의 고신(高神), 즉 최고존재의 존재를 주장하는 학자도 많으며, 한때 논의가 왕성했다. 미개민족 사이에는 세계나 인간을 비롯하여 모든 존재를 창조했다고 전해지는 신이 존재하고, 하늘 또는 먼 곳에 살고 있다고 하나 민족의 기원 신화에 관련하여 인정되는 수가 많으며, 적극적인 역할은 없고 앞서 말한 정령이나 힘의 숭배와 같은 뜻은 갖지 않는 듯하다.
토테미즘도 미개민족의 초자연관을 구성하기 위하여서는 중요하다. 이것은 씨족·반족(班族)·호르드(horde)와 같은 집단과 특정한 동식물이나 자연물이 특수한 신비적 관계를 지닌다는 관념에 입각하여 동식물이나 자연물(토템)에 대해서 주술적·종교적 의례를 행하는 것이다.

## 종교 의례
원시종교의 경우, 초자연관에 관련한 사람들이 취하는 일정한 구체적 행위인 의례는 종교생활의 중핵적인 부분을 차지한다. 의례에는 계절이 바뀔 때마다 행해지는 계절의례, 수렵·농경 등의 생산과정에서 행해지는 생산의례, 탄생에서 죽음에 이르는 인생의 과정에서 행해지는 통과의례 등이 있다. 어떠한 의례도 성격상으로 사회적인 것이며, 그것은 사람들에게 정서적인 연대감을 주고 사회 관계를 유지하는 기능을 지닌다.

### 의례의 기원
의례의 정확한 기원은 알려져 있지 않다. 그러나, 10만년 전부터 2만5000년 전까지 생존했던 네안데르탈인은 죽은 자를 매장할 때 공물을 바친 것으로 여겨지는데, 이것은 애니미즘적인 초자연관에 의거한 행위가 아니었는가 추측된다. 구석기시대 후기의 크로마뇽인에 이르면 매장방법이 복잡해져 동굴에 남아 있는 그림이 유명하며, 이러한 것은 그들에게 있어서의 사자의례나 다른 주술적인 의례에 관하여 여러가지를 생각하게 한다.

### 의례의 종류
의례의 종류는 매우 많은데, 지금까지 행해졌던 의례의 본질을 문제로 하여 주술적인 것과 종교적인 것으로 분류해보거나, 보다 구체적으로 동작·행동을 중심으로 하는 신체적인 것과 기도나 주문을 중심으로 하는 음성적인 것으로 정리하는 등의 방법이 있으나, 이들은 현실적인 종교의 실제적 분석 규준으로는 별 유효성을 갖지 못함이 지적되어, 오늘날에 와서는 기능상으로 보아 공물로 희생을 바치거나 기도와 같은 적극적인 의례와 터부(禁忌)와 같은 소극적인 의례로 나누는 것이 일반적이다.
전자는 어떤 효과를 기대하여 초자연적 대상에 직접·적극적으로 작용하려는 것으로 감사·소원(訴願)·거래·속죄 등 여러 가지가 있다. 공희는 음식물이다. 그 밖의 여러 가지 공물(供物)이나 동물·인간 등의 희생을 바치는 것으로 그 종류·내용은 민족이나 의례에 따라 다르다. 기도는 대상에 바치는 일정한 말과 그것에 수반된 태도나 몸짓으로 이루어지며, 그 종류·내용은 경우에 따라 여러 가지가 있으나 미개민족의 경우에는 소원(訴願)이 중심을 이루는 수가 많다.
후자는 초자연적인 힘의 기능을 지니거나 이를 피하기 위하여 특정된 행위를 금지함을 말한다. 터부의 대상이 되는 것은 생활의 모든 영역에 걸치지만 대체로 토템 종류의 살해라든가 근친상간과 같은 비교적 늘 있을 수 있는 일과 일정한 때나 상태 아래에서 터부가 되는 것이 있다. 생산·출산·질병·죽음·전쟁 등 개인이나 집단에 있어서 비정상이거나 위급할 경우, 또는 촌신제(村神祭)나 조상의 제사와 같은 때에는 여러 가지 터부가 지켜진다. 터부를 범하면 개인이나 집단의 지위를 상실하는 경우도 있기 때문에 원래의 지위를 되찾기 위한 '액막음'의 의례가 행해지며 이것도 소극적 의례의 하나라고 할 수 있다.

## 종교적 직능자
어떠한 사회에도 초자연적인 존재나 영역과 보다 깊은 관계를 갖는다고 믿어지며 사람들을 지도하는 특수한 인간이 있다. 이것이 곧 종교적 직능자이다.
그들은 지역이나 가지 명칭과 성격이 주어져 명확하게 정리하기란 어렵다. 종래는 종교와 주술의 구분이나 선후관계에 대응시켜 직능자의 역할이나 성격을 밝히려고 한 적도 있었다.
오늘날에 와서는 어떤 종교현상에서의 두 영역 또는 기능으로서 종교와 주술을 파악하려는 경향이 있으므로 직능자도 이에 관련시켜 생각되고 있다. 그것은 프리스트(祭司)와 머지션(呪師)이다. 양자는 모두 초자연적인 영역과 현실과의 매개자이며, 신령에게 공물을 바치거나 병자를 고치거나 곡식을 수확할 수 있게 하거나 잃은 것을 찾아내는 능력·기술을 갖고 있는 것으로 믿어지고 있다. 그러나 역할 면에서 본다면 프리스트는 보다 공적이며 일반적·항구적인 해결에 관련되고, 한편 머지션은 보다 사적이며 특수적·직접적인 해결에 관련하는 것으로 되어 있다.
공공적(公共的) 종교 직능자로서의 프리스트가 정치조직을 움직일 수 있게 되고 사회 전체의 운명을 좌우하기에 이르자 킹 프리스트(帝王司祭)나 디바인 킹(神王) 등이 생겨난다. 이들은 최근까지 아프리카와 폴리네시아에서 볼 수 있었다.
또한 샤먼(巫師)이라고 불리는 직능자도 각지에서 볼 수 있다. 이는 신 내린 상태가 되어 초자연적 존재와 직접 교통한다는 점에 특색이 있고 역할은 앞서 말한 대로이나, 이 직능자는 인도나 아프리카에서는 머지션과 중복되어 다루어지는 수가 있다. 그밖에 위치(witch · 邪術師)나 소서러(sorcerer · 妖術師) 등도 초자연력을 다룬다는 점에서 머지션의 영역에 속할 것이다.

## 기능과 변용
종교는 초자연적 영역과의 관련에서 현실의 문제를 해결하려는 성격과 기능을 가진 문화이다. 종교는 현실 생활체계와 복잡하게 얽히면서 이를 배후에서 강화하고 유지하며 또한 의미를 부여코자 한다. 종교와 현실생활과의 이 얽히는 정도는 비교적 단순한 지식과 기술을 지니는 미개사회일수록 높다. 초자연적 영역과 현실생활과의 관련은 조상숭배 등에서 뚜렷이 제시된다. 예컨대 남인도의 쿠르그 족은 옷카라고 불리는 대가족을 지니며 강력한 가장(家長) 아래 통합되고 있다. 그 생활질서는 조상의 영혼에 규제를 받는다.
그러나, 현재의 원시종교는 많건 적건 고도문화(高度文化)의 영향을 받기에 이르고 있다. 즉, 기독교·이슬람교·불교·힌두교·유교 등의 직간접적인 영향에 의해 원시종교는 갖가지 변용을 나타내기에 이른 것이다. 그러나 에스키모처럼 기독교로의 교화가 대폭 진행된 경우나, 인도 각 종족처럼 힌두화 과정에 있는 것 등의 경우에서도, 이른바 종교의 원시성이 뿌리째 소실되어 버렸다는 것은 아니며 뒤섞이고, 교리를 절충한 형태로 기능하고 있는 일이 많다. 그리고 사회 및 문화의 변화를 계기로 하여 생겨나는 복고(復古)운동은 종교운동을 중심으로 행해지는 일이 적지 않다. 아메리카 인디언의 고스트 댄스라든가 메시아니즘(구세사상)적인 카고카르트(하선예배: 荷船禮拜) 등을 그 예로 들 수 있다.

## 같이 보기
- 고대 종교